# The Sphinx – Das beste aus den Jahren 1976–1983
The Sphinx – Das beste aus den Jahren 1976–1983 – album francuskiej piosenkarki Amandy Lear, wydany w 2006 roku.

## Ogólne informacje
Trzypłytowe wydawnictwo prezentuje najlepsze utwory, jakie Amanda Lear nagrała w latach 1976–1983 dla niemieckiej wytwórni Ariola Records. Znalazły się tu nie tylko wielkie przeboje, ale także piosenki nigdy niewydane na singlach oraz kilka utworów, które nigdy wcześniej nie znalazły się na żadnym albumie piosenkarki, np. "Darkness and Light". Album został wydany w formie boxu. Wydawnictwo spotkało się z przychylnymi opiniami fanów.

## Lista ścieżek
CD 1:
1. „Follow Me”
2. „Rockin' Rollin' (I Hear You Nagging)”
3. „Hollywood Is Just a Dream When You’re Seventeen”
4. „Magic”
5. „Black Holes”
6. „Japan”
7. „Solomon Gundie”
8. „The Lady in Black”
9. „Fabulous (Lover, Love Me)" (Album Version)
10. „Berlin Lady”
11. „La Bagarre”
12. „It's a Better Life”
13. „Miroir”
14. „Tomorrow”

CD 2:
1. „Queen of China-Town”
2. „Comics”
3. „Incredibilmente donna”
4. „Oh Boy”
5. „These Boots Are Made for Walkin'”
6. „Darkness and Light”
7. „The Sphinx" (12” Version}
8. „Diamonds" (Album Version)
9. „Forget It”
10. „Love Amnesia”
11. „Red Tape”
12. „New York”
13. „Run Baby Run”
14. „Lili Marleen”

CD 3:
1. „Fashion Pack (Studio 54)" (Album Version)
2. „Love Your Body”
3. „Intellectually”
4. „Enigma (Give a Bit of Mmh to Me)”
5. „Egal”
6. „Blood and Honey”
7. „Tam Tam”
8. „Fever”
9. „No Regrets”
10. „Never Trust a Pretty Face”
11. „Gold”
12. „Ho fatto l'amore con me”
13. „If I Was a Boy”
14. „When”